# Edwin Neal

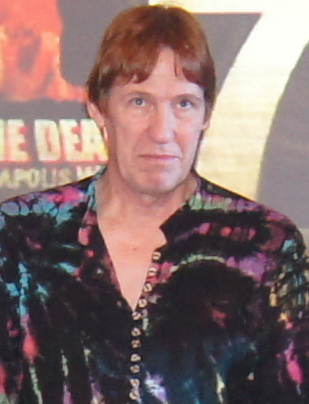
Edwin Neal (2012)

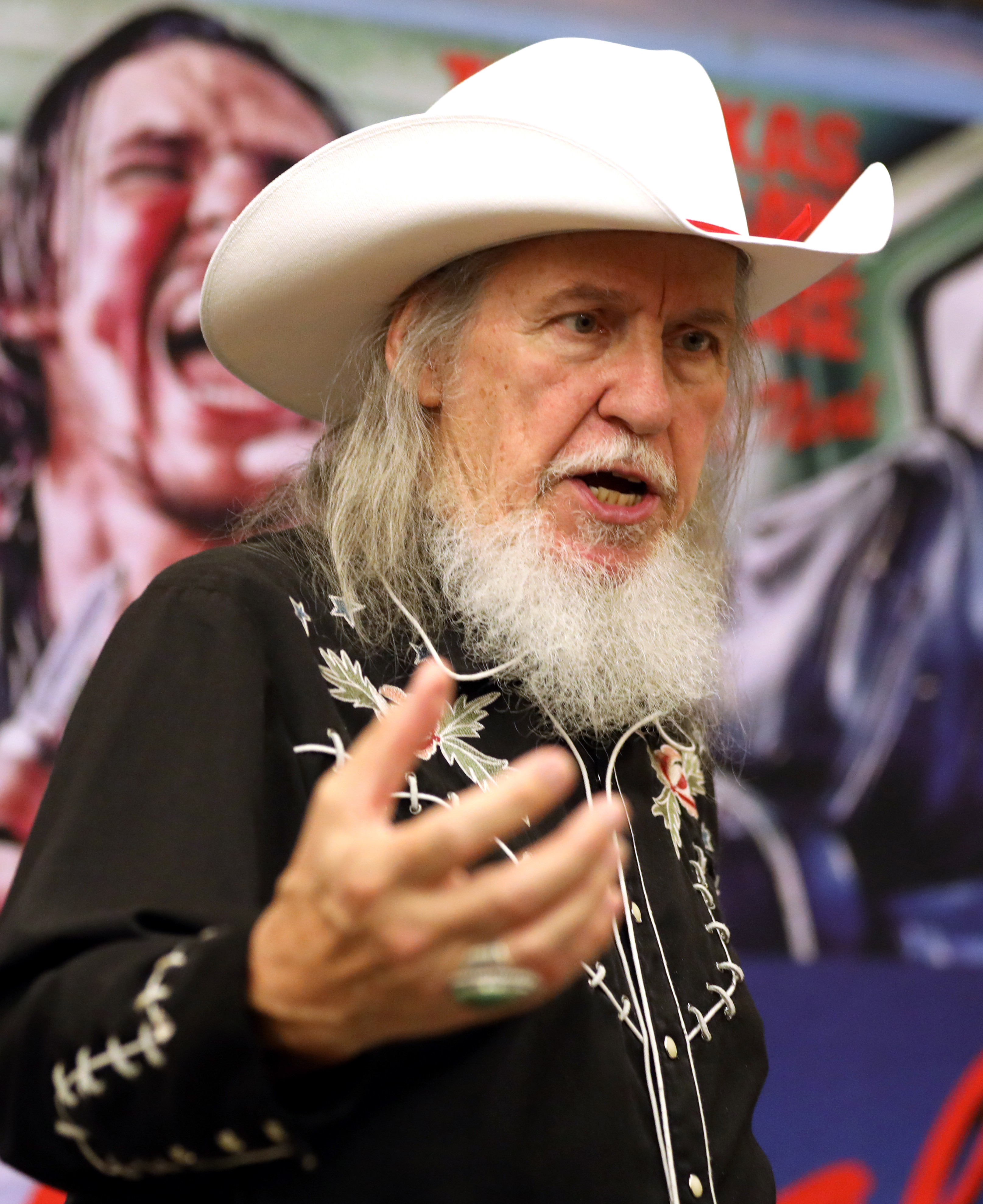
Edwin Neal (2024)

Edwin „Ed“ Neal (* 12. Juli 1945 in Houston, Texas) ist ein US-amerikanischer Schauspieler und Synchronsprecher.

## Leben und Karriere
Sein Filmdebüt wurde zugleich seine wohl bekannteste Rolle: als der kannibalische Anhalter in dem Horrorklassiker Blutgericht in Texas (The Texas Chain Saw Massacre) aus dem Jahr 1974. Edwin Neal hatte die Rolle bekommen, als er gerade Schauspiel an der University of Texas at Austin studierte und den Regisseur Tobe Hooper bei einem Probelesen überzeugte. Neal gab später an, er habe die Dreharbeiten schlimmer als seinen Einsatz im Vietnamkrieg ein paar Jahre zuvor gefunden – insbesondere den Dreh der Dinnerszene zwischen verrottendem Essen und toten Tieren.
Im Gegensatz zu den meisten Mitdarstellern aus Texas Chain Saw Massacre etablierte sich Neal dauerhaft im Filmgeschäft, sein dortiges Schaffen umfasst inzwischen über 70 Film- und Fernsehproduktionen. Er hatte unter anderem eine kleine Nebenrolle als Vernehmungsbeamter in Oliver Stones JFK – Tatort Dallas (1991) und wirkt ansonsten bis in die Gegenwart vor allem an Horrorfilmen mit. Bei dem Comedy-Horrorfilm Future-Kill – Die Herausforderung von 1985 spielte er nicht nur an der Seite von Marilyn Burns die Hauptrolle, sondern war auch für Regie und Produktion mitverantwortlich. Neben Film- und Fernsehrollen war er auch als Theaterschauspieler aktiv.
Weitaus profilierter als seine späteren Rollen vor der Kamera ist allerdings seine Arbeit als Sprecher in Animeserien und Videospielen. Er ist in den englischen Fassungen vieler Animeserien und -filme wie Gatchaman, Die Macht des Zaubersteins, Shin Angyo Onshi, Final Fantasy Unlimited und Die Macht des Zaubersteins zu hören. Seit den frühen 1990er-Jahren spricht er Rollen in Videospielen, zu denen unter anderem Wing Commander 2, Crusader: No Remorse, Starlancer, Deus Ex: Invisible War, Metroid 3, DC Universe Online und Wasteland 3 zählen. 2023 übernahm er für das Computerspiel The Texas Chain Saw Massacre erneut die Rolle des Anhalters.
Neal lebt im texanischen Austin, er ist Vater von sechs leiblichen Kindern und zwei Stiefkindern.

## Filmografie (Auswahl)
(nur Rollen vor der Kamera gelistet)
- 1974: Blutgericht in Texas (The Texas Chain Saw Massacre)
- 1985: Future-Kill – Die Herausforderung (Future Kill) (auch Drehbuchautor und Mitproduzent)
- 1986: My Two Loves (Fernsehfilm)
- 1991: JFK – Tatort Dallas (JFK)
- 1993: Mein Freund, der Zombie (My Boyfriend′s Back)
- 2004: Murder-Set-Pieces
- 2006: Mr. Hell
- 2006: Satan’s Playground
- 2008: The Man Who Came Back
- 2012: Butcher Boys
- 2015: Kill or Be Killed
- 2019: The Best Laid Plans

## Videospiele (Auswahl)
• 2023: The Texas Chain Saw Massacre (Synchronisation)